# Aida/Escluso il cane
Aida/Escluso il cane è un singolo del cantautore italiano Rino Gaetano, pubblicato nel 1977 come unico estratto dal terzo album in studio Aida.

## Descrizione
La copertina del singolo raffigura un particolare di quella dell'album di appartenenza.
Il primo brano, Aida, è una carrellata sulla storia dell'Italia unita dagli inizi del XX secolo all'anno di uscita della canzone. Secondo le parole dello stesso cantante:
Si va così dal colonialismo italiano, al fascismo e all'entrata nella seconda guerra mondiale, fino al dopoguerra, con la nascita della Repubblica e i primi trent'anni dell'Italia repubblicana. Gli ultimi versi si riferiscono alla più recente contemporaneità, alludendo allo scandalo Lockheed. Importante anche il riferimento all'opera lirica Aida di Giuseppe Verdi: nell'arrangiamento che conclude il ritornello si può udire una breve citazione del celebre motivo della sua marcia trionfale.
Di Aida è stata realizzata una cover da Riccardo Cocciante, inserita in Q Concert, il Q Disc realizzato nel 1981 da Cocciante insieme a Gaetano e al New Perigeo.
Il secondo brano, Escluso il cane, narra di un uomo che sostiene che l'unico che lo ama in maniera sincera è il cane, poiché «tutti gli altri son cattivi, pressoché poco disponibili».